# Rolle (Bergbau)
Mit Rolle oder auch Rollloch bezeichnet man im Bergbau eine senkrechte oder schräge, schachtartige Verbindung von einer oberen Strecke in eine darunterliegende. Der Begriff leitet sich vom Rollen des Fördergutes her.

## Aufgabe

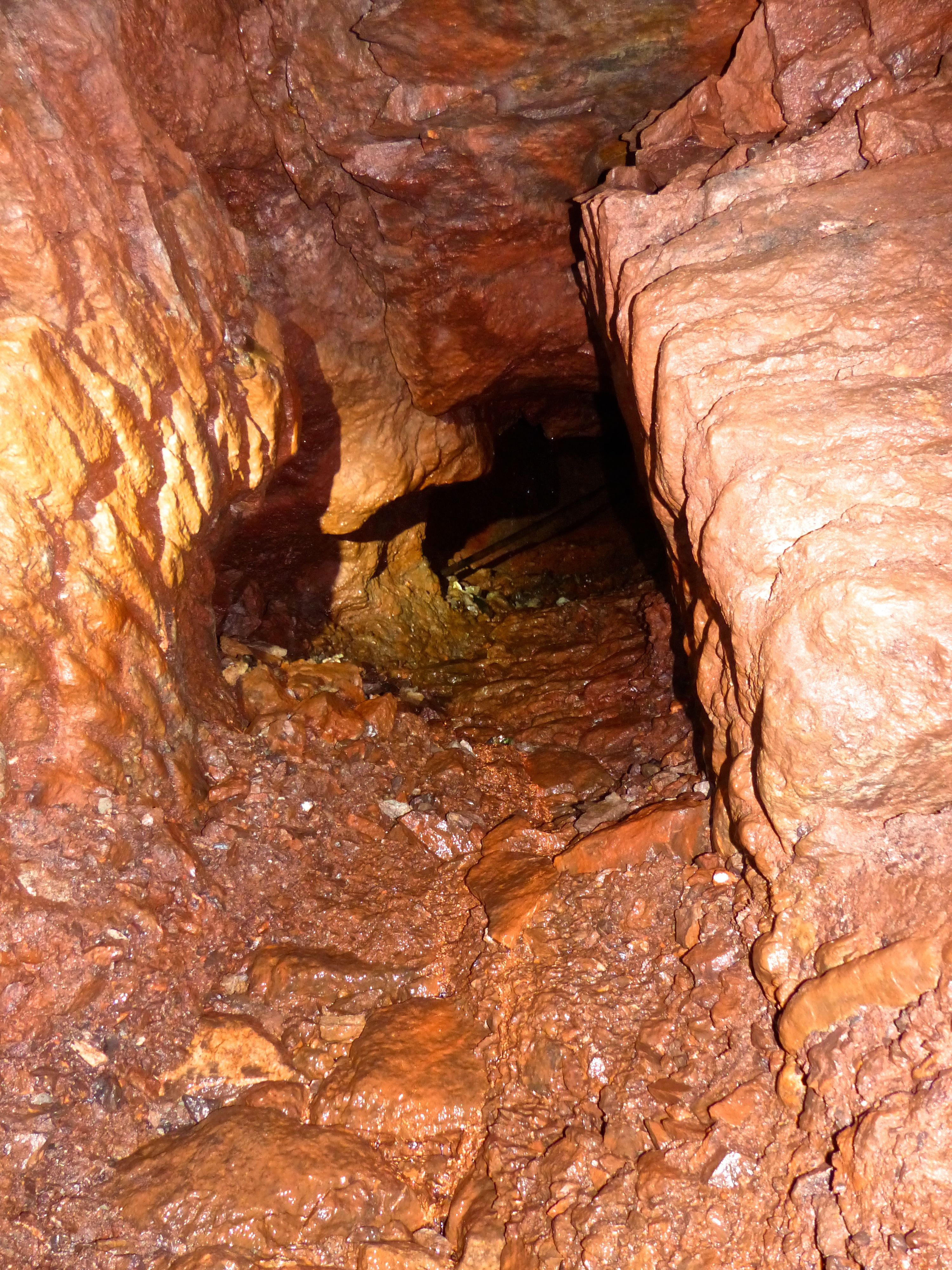
Verbrochene Erzrolle mit Trockenmauerung im Philippstollen in der Grube Eisenberg

Das Rollloch dient der Verbindung unterschiedlicher Niveaus unter Tage zur Abwärtsförderung von Haufwerk bzw. Gut, zum Beispiel Erz aus dem Abbau in eine Fördereinrichtung (Hunt oder Förderband) in der Grundstrecke. Eine weitere Funktion ist die Zwischenspeicherung.

## Ausführungen
Rollen werden in verschiedenen Bergbauzweigen eingesetzt. Entsprechend der Geologie und des gewählten Abbauverfahrens variieren die Ausführungen.

### Erz- und Kalibergbau
Die ältesten Rollenformen stammen aus dem Gangerzbergbau und wurden hier speziell beim Firsten- bzw. Firstenstoßbau eingesetzt. Die Rolle wurde mit Holzausbau bzw. Trockenmauerung versehen und im Versatz ausgespart. Sie lag stets im Einfallen des Ganges. Bedingt durch die Herstellungsweise hatten sie einen rechteckigen Querschnitt. Im modernen Nicht-Gangerzbergbau sowie im Kalibergbau wurden Rollen vielfach separat im Nebengestein aufgefahren. Dies geschah entweder in Bohr- und Schießarbeit oder aber durch Großlochbohrungen. Diese Rollen waren meist saiger angelegt und hatten unterschiedliche Querschnitte (rechteckig, elliptisch oder rund).

### Steinkohlenbergbau
Im Steinkohlebergbau wurden Rollen in steilstehenden Flözen beim Schrägspeicherbau eingesetzt. Die Ausführung ähnelt hier der beim Gangerzbergbau, d. h. die Rolle wurde im Versatz ausgespart. Die im modernen Steinkohlebergbau eingesetzten Bunker mit Wendelrutsche oder Stapelschächte sind technisch gesehen ebenfalls Rolllöcher.

### Braunkohlenbergbau

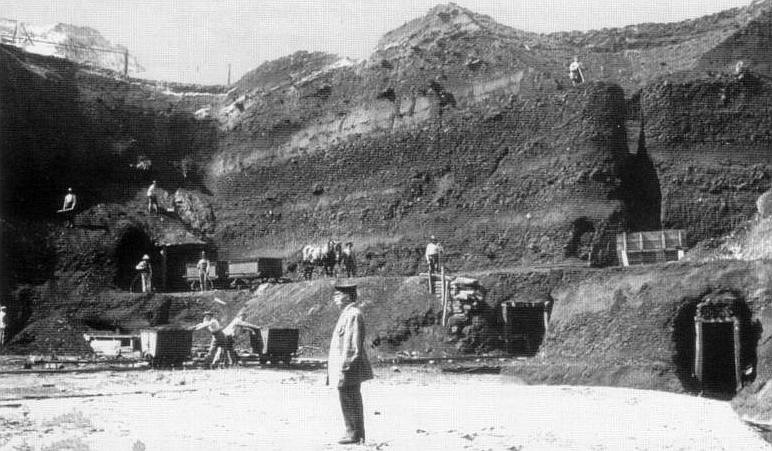
Rolllochbetrieb bei Brühl um 1880. Rechts oben ist ein Trichter mit Schlitz erkennbar, darunter die Stollen zum Auffangen der Kohle.

Im frühen Braunkohlenbergbau, insbesondere im Rheinischen Revier, wurde in kleineren Gruben um 1900 vielfach in Rolllochbetrieb gearbeitet, der eine Mischform aus über- und untertägigem Bergbau darstellte. Hierbei wurde untertägig ein Stollen in den unteren Bereich des Kohlenstoßes (des Flözes) getrieben. Übertägig wurde das Flöz von Abraum freigelegt und dann wurde eine trichterförmige Grube bis hinunter zum Stollen gehauen. War die Verbindung geschaffen, ließ der Hauer die von Hand gelösten Kohlebrocken (Knabben) durch das Rollloch nach unten in den Stollen rutschen, wo ein Wagen oder eine Lore auf Schienen bereitstand, um die Kohle aufzunehmen und diese abzutransportieren. Das Rollloch war in diesem Fall ein Schlitz, der mit dem Abbau wanderte; der Abbau folgte dem Verlauf des Stollens. Da so nur eine begrenzte Breite abgedeckt werden konnte, wurde mit mehreren parallelen Stollen gearbeitet.

## Förderung in Rolllöchern
Die Zuförderung im Abbau erfolgt durch Schwerkraft, Handarbeit, mit festen (Schrapper, Bandanlage) oder ortsbeweglichen Fördermitteln (Bunkerlader, Fahrlader, Förderwagen). Die obere Öffnung des Rolllochs wird üblicherweise durch ein Gitterrost abgedeckt, das die Aufgabe hat, zu großes Fördergut auszuhalten um Verstopfungen zu verhindern. Weiterhin dient das Gitterrost der Arbeitssicherheit, da es der Absturzgefahr vorbeugt. In der Rolle fällt das Fördergut bis zum Rollenverschluss. Bei Rollen mit saigeren Höhen über 10 m sollte man daher die Rolle nie ganz leerziehen, um den Verschluss nicht zu beschädigen. Der Rollenverschluss dient der dosierten Abgabe des Rollgutes in das jeweilige Fördermittel.

### Begriffe
Der Verschluss am unteren Ende des Rolllochs wird als „Rollenschnauze“ bezeichnet. Vor der Mechanisierung des Bergbaus wurden die Rollenschnauzen in der Regel aus Holz gefertigt und durch einen einfachen Hebel betätigt. Später ersetzte Stahl das Holz als Werkstoff und die Betätigung des Rollenverschlusses erfolgte durch pneumatische oder hydraulische Druckzylinder.

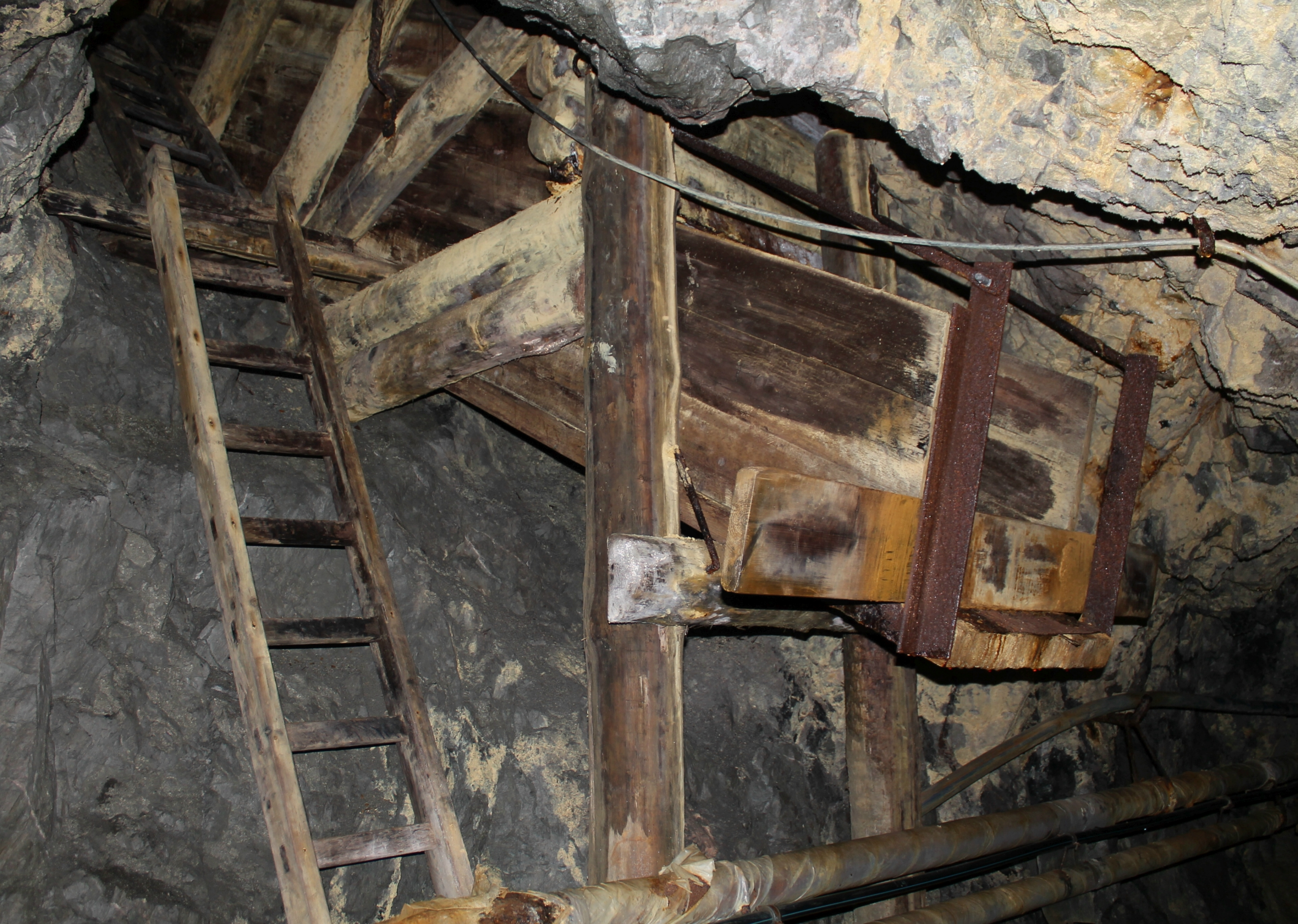
Handbetätigter hölzerner Rollenverschluss
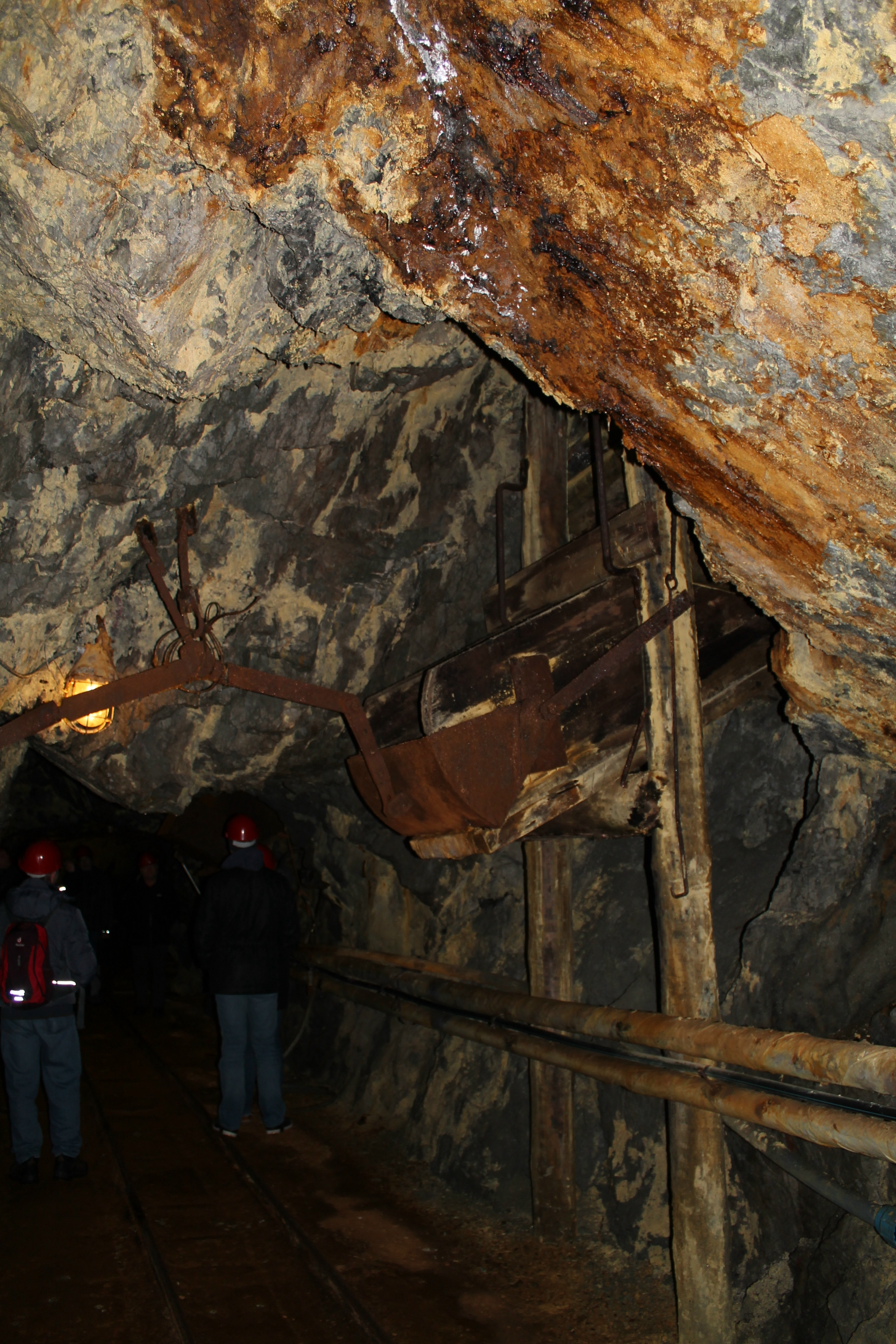
Handbebetätigter Rollenverschluss
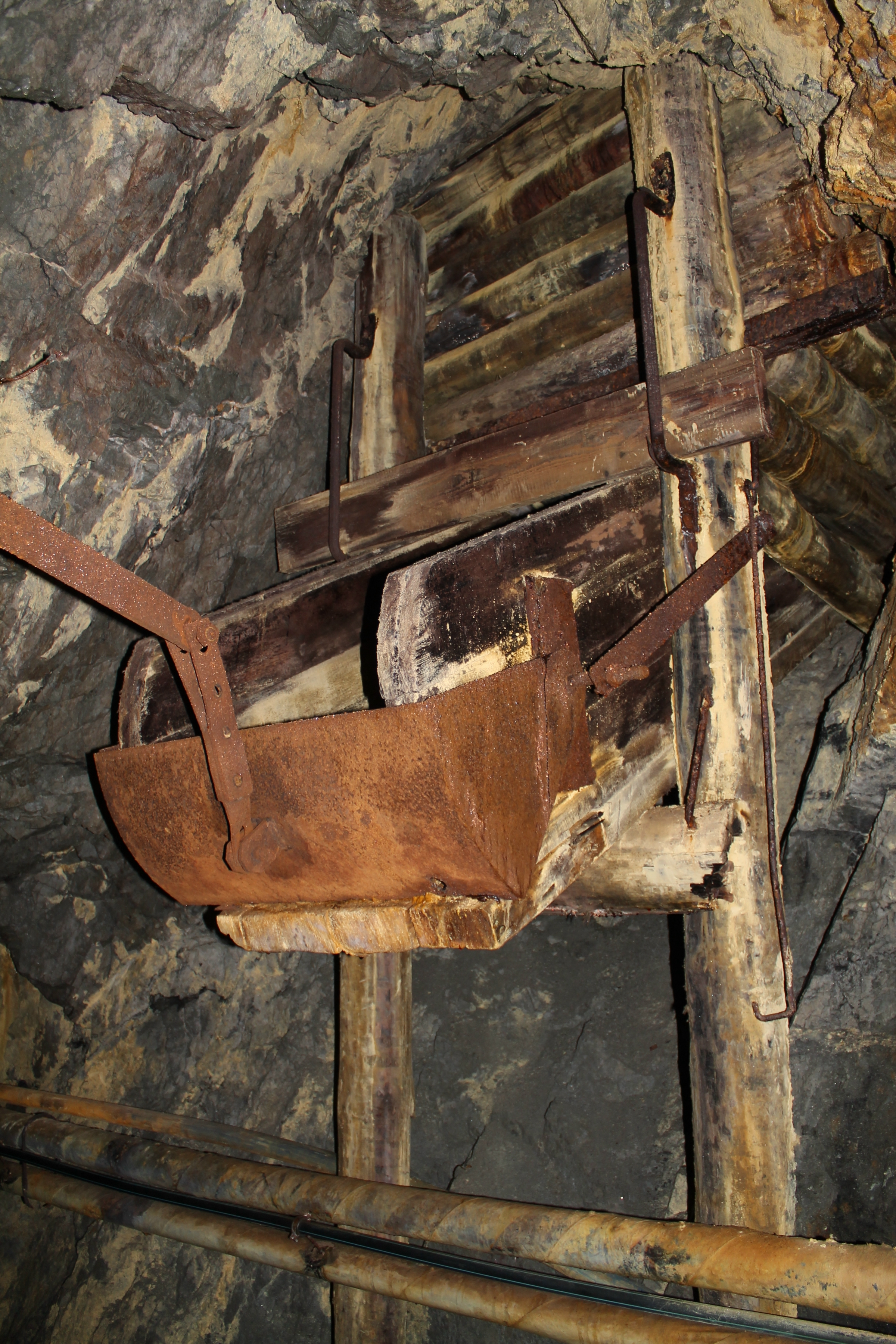
Handbetätigter Rollenverschluss
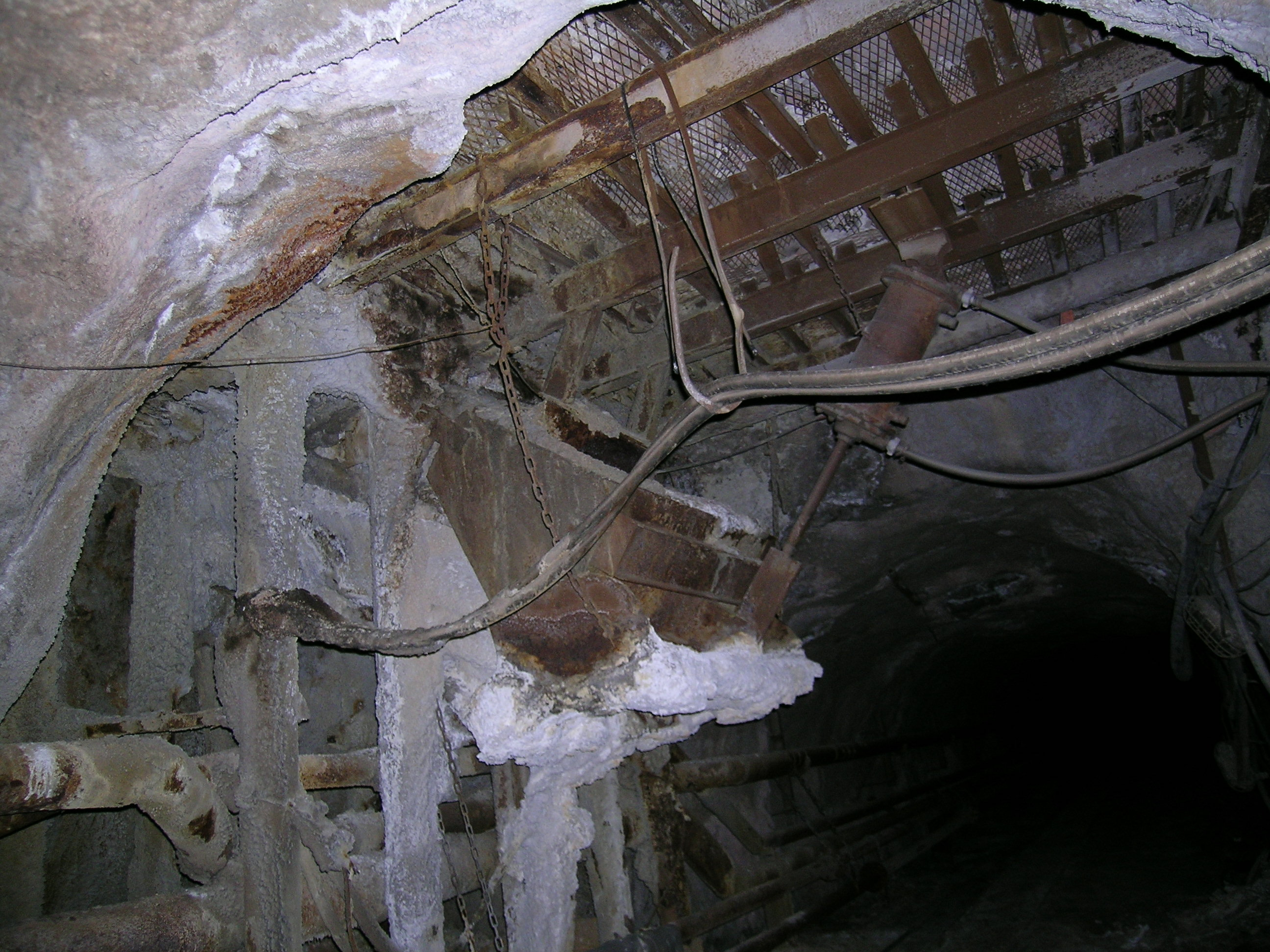
Pneumatisch betätigter Rollenverschluss
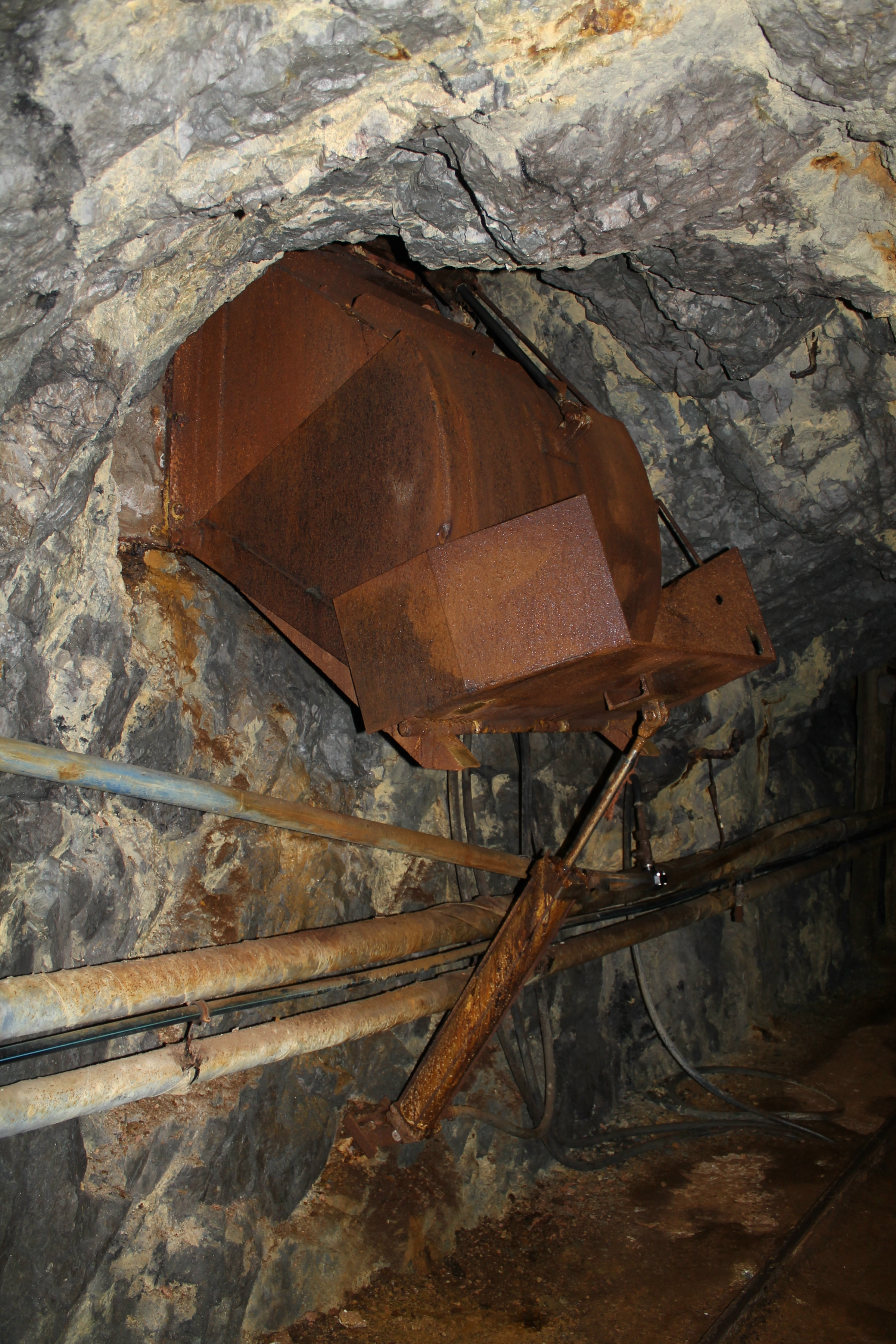
Pneumatisch betätigter Rollenverschluss